# Un Día (One Day)
Un Dia (One Day) is een single van de Colombiaanse latin zanger J Balvin met de Britse zangeres Dua Lipa en Puerto Ricanen Bad Bunny en Tainy. Het nummer werd uitgebracht op 23 juli 2020 door Universal Music Group.

## Achtergrond
In mei 2020 lekte er een korte teaser van de single op sociale media waarbij Lipa's stem te horen is. Op 21 juli 2020 kondigden de vier artiesten de single officieel aan met een trailer uit de videoclip met het tijdstip (20:00 EST). 

## Videoclip
De videoclip van Un Dia (One Day) verscheen eveneens op 23 juli 2020, en werd geregisseerd door Neon16, met Úrsula Corberó in de hoofdrol.  De clip was genomineerd voor de 2020 People's Choice Award "Muziekvideo van het jaar" . De single zelf was ook goed voor een Grammy nominatie in de categorie Beste Pop Duo or Group Performance. 